# Юнацький чемпіонат Європи з футболу (U-19) 2003
Чемпіонат Європи з футболу серед юнаків віком до 19 років 2003 року — пройшов у Ліхтенштейні з 16 по 26 липня. Переможцем стала збірна Італії, яка у фіналі перемогла збірну Португалії із рахунком 2:0.

## Міста та стадіони
| Місто    | Стадіон               | Клуб-господар           | Місткість |
| -------- | --------------------- | ----------------------- | --------- |
| Вадуц    | Райнпарк              | ФК Вадуц та Ліхтенштейн | 3,654     |
| Бальцерс | Спортплатц Рейнау     | ФК Бальцерс             | 2,500     |
| Ешен     | Шпортпарк Ешен-Маурен | Ешен-Маурен             | 2,100     |
| Трізен   | Шпортплац Блюменау    | ФК Трізен               | 1,500     |
| Шан      | Шпортплац Райнвізе    | Шан                     | 1,500     |

## Кваліфікація
1. Юнацький чемпіонат Європи з футболу (U-19) 2003 (кваліфікаційний раунд)
2. Юнацький чемпіонат Європи з футболу (U-19) 2003 (другий раунд)

## Учасники
- Австрія
- Чехія
- Англія
- Франція
- Італія
- Ліхтенштейн (господарі)
- Норвегія
- Португалія

## Судді
- Мікаель Вайнер
- Афанасіос Бріакос
- Рууд Боссен
- Микола Іванов
- Карлос Мегія Давіла
- Сельджук Дерелі

## Груповий етап

### Група А
| Збірна      | І | В | Н | П | ГЗ | ГП | РГ  | О |
| ----------- | - | - | - | - | -- | -- | --- | - |
| Італія      | 3 | 2 | 1 | 0 | 7  | 2  | +5  | 7 |
| Португалія  | 3 | 1 | 2 | 0 | 8  | 3  | +5  | 5 |
| Норвегія    | 3 | 1 | 1 | 1 | 4  | 4  | 0   | 4 |
| Ліхтенштейн | 3 | 0 | 0 | 3 | 2  | 12 | -10 | 0 |

| 16 липня 2003 17:00 CET |

| Ліхтенштейн | 0 – 5    | Португалія                                                                                            |
| ----------- | -------- | --- |
|             | Протокол | Жуан Перейра 17' Угу Алмейда 63' Клаудіо Алабор 73' (авт.) Карлос Мігель Фонсека 82' Пауло Сержіо 84' |

| Райнпарк, Вадуц Арбітр: Микола Іванов (Росія) |

| 16 липня 2003 18:30 CET |

| Норвегія | 0 – 1    | Італія              |
| -------- | -------- | ------------------- |
|          | Протокол | Аквілані 89' (пен.) |

| Шпортплатц Рейнау, Бальцерс Арбітр: Афанасіос Бріакос (Греція) |

| 18 липня 2003 15:30 CET |

| Португалія  | 1 – 1    | Італія   |
| ----------- | -------- | -------- |
| Даніель 49' | Протокол | Лоді 58' |

| Шпортпарк Ешен-Маурен, Ешен Арбітр: Мікаель Вайнер (Німеччина) |

| 18 липня 2003 18:30 CET |

| Ліхтенштейн  | 1 – 2    | Норвегія                   |
| ------------ | -------- | -------------------------- |
| Маєргофер 4' | Протокол | Поляк 28' Бюлер 37' (авт.) |

| Шпортплац Блюменау, Трізен Арбітр: Сельджук Дерелі (Туреччина) |

| 20 липня 2003 18:30 CET |

| Португалія            | 2 – 2    | Норвегія                |
| --------------------- | -------- | ----------------------- |
| Пауло Сержіо 61', 80' | Протокол | Йоганнесен 3' Хольм 21' |

| Шпортплац Райнвізе, Шан Арбітр: Рууд Боссен (Нідерланди) |

| 20 липня 2003 18:30 CET |

| Італія                                                       | 5 – 1    | Ліхтенштейн |
| ------------------------------------------------------------ | -------- | ----------- |
| Делла Рокка 11' Палладіно 39' Ланер 53', 67' Лоді 55' (пен.) | Протокол | Бюхель 68'  |

| Спортплатц Рейнау, Бальцерс Арбітр: Карлос Мегія Давіла (Іспанія) |

### Група В
| Збірна  | І | В | Н | П | ГЗ | ГП | РГ | О |
| ------- | - | - | - | - | -- | -- | -- | - |
| Австрія | 3 | 2 | 1 | 0 | 7  | 3  | +4 | 7 |
| Чехія   | 3 | 1 | 1 | 1 | 7  | 7  | 0  | 4 |
| Англія  | 3 | 1 | 0 | 2 | 3  | 5  | -2 | 3 |
| Франція | 3 | 0 | 2 | 1 | 4  | 6  | -2 | 2 |

| 16 липня 2003 18:30 CET |

| Англія      | 1 – 2    | Австрія                 |
| ----------- | -------- | ----------------------- |
| Даунінг 36' | Протокол | Мьосснер 5' Зоймель 60' |

| Шпортплац Райнвізе, Шан Арбітр: Сельджук Дерелі (Туреччина) |

| 16 липня 2003 20:10 CET |

| Франція                         | 3 – 3    | Чехія                                   |
| ------------------------------- | -------- | --------------------------------------- |
| Гракс 6', 63' (пен.) Іданга 70' | Протокол | Міколанда 26' Прохазка 87' Матула 90+3' |

| Райнпарк, Вадуц Арбітр: Карлос Мегія Давіла (Іспанія) |

| 18 липня 2003 18:30 CET |

| Франція | 0 – 2    | Англія                      |
| ------- | -------- | --------------------------- |
|         | Протокол | Ріджвелл 41' Раутледж 90+2' |

| Шпортпарк Ешен-Маурен, Ешен Арбітр: Рууд Боссен (Нідерланди) |

| 18 липня 2003 18:30 CET |

| Чехія         | 1 – 4    | Австрія                        |
| ------------- | -------- | ------------------------------ |
| Міколанда 10' | Протокол | Шікер 36', 45' Кінаст 38', 54' |

| Шпортплац Райнвізе, Шан Арбітр: Афанасіос Бріакос (Греція) |

| 20 липня 2003 18:30 CET |

| Чехія                                  | 3 – 0    | Англія |
| -------------------------------------- | -------- | ------ |
| Нахтман 47' Бродський 54' Сіранець 63' | Протокол |        |

| Шпортпарк Ешен-Маурен, Ешен Арбітр: Мікаель Вайнер (Німеччина) |

| 20 липня 2003 18:30 CET |

| Австрія           | 1 – 1    | Франція            |
| ----------------- | -------- | ------------------ |
| Кеажик 82' (пен.) | Протокол | Гракс 90+2' (пен.) |

| Шпортплац Блюменау, Трізен Арбітр: Микола Іванов (Росія) |

## Півфінали
| 23 липня 2003 16:30 CET |

| Австрія                          | 3 – 6 (дод. час) | Португалія                                                                                  |
| -------------------------------- | ---------------- | ------------------------------------------------------------------------------------------- |
| Зальмуттер 24', 28' Мьосснер 84' | Протокол         | Угу Алмейда 31' (пен.) Органіста 38' Пауло Сержіо 54', 103' (пен.) Педро Перейра 100', 104' |

| Райнпарк, Вадуц Арбітр: Мікаель Вайнер (Німеччина) |

| 23 липня 2003 20:00 CET |

| Італія      | 1 – 0    | Чехія |
| ----------- | -------- | ----- |
| Паццині 57' | Протокол |       |

| Райнпарк, Вадуц Арбітр: Карлос Мегія Давіла (Іспанія) |

## Фінал
| 26 липня 2003 20:00 CET |

| Італія                     | 2 – 0    | Португалія |
| -------------------------- | -------- | ---------- |
| Делла Рокка 3' Паццині 27' | Протокол |            |

| Райнпарк, Вадуц Арбітр: Сельджук Дерелі (Туреччина) |

| Чемпіон Європи 2003 |
| ------------------- |
| Італія 3-й титул    |